# Operário Futebol Clube
L'Operário Futebol Clube, meglio noto come Operário, è una società calcistica brasiliana con sede nella città di Campo Grande, capitale dello stato del Mato Grosso do Sul.

## Storia
Il club è stato fondato il 28 agosto 1938, da parte di alcuni lavoratori edili civili di Campo Grande. Il nome Operário significa "operaio di fabbrica" in portoghese.
Nel 1982 il club ha vinto la President's Cup, giocata in Corea del Sud.
Dal 29 novembre 1999, l'Operário è diventato un'impresa. A causa di questo, il nome della squadra è cambiato da Operário Futebol Clube a Operário Futebol Clube S/A. S/A significa società per azioni.
Attualmente l'Operário vive una crisi finanziaria molto grave e la maggior parte dei suoi debiti sono di lavoro e tributari.

## Palmarès

### Competizioni statali
- Campionato Sul-Mato-Grossense: 14

1979, 1980, 1981, 1983, 1986, 1988, 1989, 1991, 1996, 1997, 2018, 2022, 2024, 2025
- Campionato Mato-Grossense: 4

1974, 1976, 1977, 1978

### Altri piazzamenti
- Campeonato Brasileiro Série B:

Quarto posto: 1985